# Тайна железной двери
«Тайна железной двери» — советский детский художественный фильм, снятый по мотивам повести Юрия Томина «Шёл по городу волшебник» (1963). Премьера в Советском Союзе состоялась 23 августа 1971 года.
Дебют в кино поэта и пародиста Александра Иванова, который в дальнейшем стал ведущим телепередачи «Вокруг смеха».

## Сюжет
Четвероклассник Толик Рыжков, посланный мамой в магазин, переходит дорогу в неположенном месте и, спасаясь от постового милиционера, прячется за железной дверью трансформаторной будки. Там он обнаруживает странного мальчика, который сидит за столом и пересчитывает наваленные перед ним кучей коробки со спичками. Толик берёт один (чем вызывает возмущение мальчика, который требует вернуть коробок), выскакивает из будки и натыкается на того же постового. В отделении капитан милиции отбирает у Толика спички и собирается прочесть ему нотацию, но тут приводят нарушителя общественного порядка Зайцева. Во время беседы с ним капитан называет его голубем и высказывает желание, чтобы Зайцев таковым и стал. Говоря это, он случайно переламывает спичку. Зайцев исчезает, а в окно вылетает самый настоящий голубь. Капитан, оставляя коробок на столе, вместе с другими милиционерами, выбегает из комнаты. У Толика возникает мысль, что спички волшебные. По дороге домой он решает это проверить и, сломав спичку, загадывает, чтобы толстого дядьку с апельсинами, который насмехался над ним, забрали в милицию, что и происходит. Дома Толика встречает рассерженная мама. Когда она обнаруживает спички и собирается дать взбучку, Толик загадывает желание, чтобы мама отныне всё разрешала. Настроение мамы мгновенно меняется, и теперь она готова позволить сыну делать всё, что тот захочет. Толик начинает использовать спички для собственной выгоды и не замечает, что всё это время за ним следит тот самый мальчик из трансформаторной будки и записывает все его поступки.
Толик продолжает удовлетворять все свои прихоти, и постепенно его отношения с друзьями портятся — особенно с его другом Мишкой Павловым, и этот факт тоже фиксируется тем самым мальчиком. Толику удаётся помириться с Мишкой. Увидев, как у Мишки проявляется интерес к скрипке их одноклассника Лёни Травина, Толик загадывает желание, чтобы Мишка стал талантливым скрипачом. Далее недоумевающий Мишка солирует на концерте, а ему аплодируют восхищённые слушатели, в том числе и сам Травин. Этого Мишка не выдерживает и убегает со сцены. Когда Толик находит его, тот сквозь слёзы признаётся ему, что не заслужил всех этих почестей и ему ничего этого не нужно. Толик, снова желая угодить другу, ломает очередную спичку, однако на этот раз Мишка замечает это и Толику приходится всё рассказать. Он отдаёт другу две спички. Но Мишка использует их не для себя, а на пользу другим — помогает одной женщине найти потерявшуюся собаку и заставляет двух молодых людей, толкнувших старика, не только извиниться перед ним, но и донести два его тяжёлых чемодана. Тут появляется мальчик из трансформаторной будки, который недоволен тем, что Толик перестал тратить спички только для собственного удовольствия. Он отнимает у Толика оставшиеся спички и сообщает, что заберёт его с собой, так как, по его мнению, Толик «начинает портиться» из-за влияния Мишки. Мишка высказывается, что Волшебник без спичек «ноль без палочки». Тогда Волшебник загадывает желание на Толика, Мишку и на случайно подвернувшихся под руку брата Мишки Митьку и его немецкую овчарку Бурана.
Толик приходит в себя на большом зеркале радиотелескопа, стоящем на территории морской базы на побережье острова, созданного Волшебником. Разыскивая Мишку с Митькой, он сталкивается с настоящим роботом, называющим себя Балбесом. Толик спрашивает, где его друзья, но все ответы Балбеса сводятся к тому, что Толику отныне «нельзя делать то, что нельзя» (как он выясняет, ему нельзя идти туда, где находятся Мишка и Митька), но в то же время он волен здесь делать всё, что ему хочется. Появляется Волшебник, который объявляет Толику, чтобы тот не вздумал сопротивляться, иначе к нему будут применены спички, а Мишку и Митьку ему лучше забыть (они сидят в карцере, где Волшебник даёт им 24 часа на то, чтобы они извинились перед ним). Сумев обмануть Балбеса, Толик вместе с ним проникает в карцер и освобождает друзей. Получив свободу, Толик и Мишка решают лишить Волшебника волшебных спичек. Толик привязывает его к столу, привязанному, в свою очередь, к катеру, и катер, управляемый Мишкой, отчаливает. Волшебник зовёт на помощь Балбеса, и робот на лодке устремляется в погоню. Освободив Волшебника, робот помогает подняться ему на борт. Волшебник приказывает роботу уничтожить Толика и Мишку, но робот, попав под влияние Толика и его друзей, проявляет человеческие чувства и отказывается. Зловредный Волшебник сталкивает его в море и несётся обратно к острову за волшебными спичками.
Тем временем ребята обнаруживают в коробке, который перед этим отняли у Волшебника, две спички. Сломав одну, Мишка загадывает, чтобы все волшебные коробки, которые есть у Волшебника, не давались ему в руки, что и происходит. Толик, глядя на последнюю спичку, слышит голос Волшебника, говорящего, что он с помощью одной такой спички сумел сделать миллион коробков с такими же волшебными спичками. Окончательно поняв, что это грозит ему превратиться в другого такого же Волшебника, Толик ломает спичку со словами «Ничего мне не надо» и вдруг вновь оказывается на проезжей части в тот момент, когда готовился убежать от милиционера. Однако, на этот раз он не убегает, а, понурившись, идёт к нему. Тут появляется нарушитель Зайцев, который вновь превратился в человека, и милиционер устремляется за ним. Толик идёт домой, по дороге он встречает женщину с собакой и старика, которому парни несут чемоданы, и понимает, что желания, которые были сделаны на пользу другим, остались в силе.

## Отличия от книги
Фильм снят по мотивам книги, откуда была позаимствована только основная сюжетная канва, с существенными сюжетными отступлениями.
- Мир волшебника в книге — «вчерашний день» — как бы параллельное пространство, из которого есть только один выход во времени — на рассвете (когда кончается вчерашний день и начинается сегодняшний), в фильме — это, судя по всему, просто остров в океане.
- У Волшебника в фильме глаза карие, в книге они голубые: Томин неоднократно делает акцент на цвете глаз Волшебника, очень часто называя его «мальчиком с холодными голубыми глазами».
- Время действия фильма — конец весны (на странице школьного дневника Толика написано «май»), время действия книги — начало и середина весны (в тексте упоминается растаявший снег и названа одна точная дата — «И вот наступило 29 апреля», значит, события занимали не меньше полутора месяцев).
- В фильме тренер по хоккею, игрок сборной СССР, приглашает играть в детской команде Мишку, а Толика приглашает только тогда, когда Мишка настоятельно этого просит. В книге играть в детской команде приглашают в первую очередь Толика, а потом уже Мишку.
- В фильме драка, где Толик загадал, чтобы его противники били друг друга, а ему бы не досталось, происходит рядом с хоккейной площадкой, когда он отказывается играть в хоккей со своими одноклассниками, потому что его только что пригласили играть в настоящей команде. В книге повод для драки другой—ссора класса с учительницей за то, что она несправедливо поставила Толику пятёрку за плохой ответ.
- В фильме у Мишки появился младший брат Митька, который вместе с ним попадает на остров, и пёс Буран. В книге у него только собака Майда.
- В фильме Волшебник говорит, что отпустит их домой, если они попросят у него прощения. В книге же выясняется, что, если бы Мишка извинился, Волшебник бы его никуда не отпустил, а превратил в прогулочный катер.
- В фильме Волшебник пытается склонить Толика к дружбе тем, что грозит превратить его в паука. В книге Волшебник угрожает Толику тем, что может запросто заставить того забыть всю свою семью.
- В фильме показано, как Волшебник следит за Толиком чуть ли не с самого начала и вмешивается только тогда, когда тот начинает тратить спички на других: мирит родителей, тратит спички на Мишку, а затем вместе с ним помогает людям. В книге его задерживала необходимость пересчитать свой миллион коробков.
- В фильме Толик тратит на Мишку три спички (даёт ему талант игры на скрипке, устраивает для него концерт, а после избавляет его от всего этого), а затем отдаёт ему оставшиеся спички и раскрывает их секрет. В книге же он ни разу не загадывает на Мишку, а сам Мишка узнаёт о спичках только тогда, когда Волшебник переносит их на остров.
- В фильме Толик уговаривает робота только логически, «нельзя пройти — пронеси меня на руках». В книге он уговаривает, объясняя, что такое друг и без него ему будет «больно»; роботу дан приказ не делать мальчику больно.
- Робот Балбес поёт песню про «Привычки нехорошие», в которой намекается на то, что когда-то он был человеком, волшебником и обладателем злополучных спичек. Из найденных на свалке того, что он называет «Привычки нехорошие — жестокость, зависть чёрная, ненависть и лесть» он создал в лице Волшебника себе сына-заместителя, который, завладев спичками, превратил его в железного робота. В книге же Балбес — обычный робот, наколдованный Волшебником, а про самого Волшебника подразумевается, что он тоже когда-то был обыкновенным мальчиком, как Толик, потому что он говорит, что ему пришлось потратить множество спичек, чтобы забыть всех своих родных.

## Съёмки фильма
Начальные и конечные эпизоды снимали в Москве на Комсомольском проспекте, у дома 29 (в ряде кадров показан магазин «Русский лён»). В остальном же большая часть натурных съёмок прошла в Крыму, где все сцены во дворе, у гаражей, на хоккейной площадке снимали в Севастополе на улице Репина у домов № 28, 30, 32 и 34. Для съёмок вместо волейбольной площадки была построена хоккейная площадка (коробка) — самая большая в городе. Павильонные съёмки проходили на Ялтинской киностудии и в павильонах Киностудии им. М. Горького в Москве.
Эпизоды на острове Волшебника снимали в окрестностях Симеиза — Толик приходит в себя в чаше антенны радиотелескопа РТ-22, который находится в Кацивели (на этом же радиотелескопе снимали первую песню Балбеса); Волшебник наблюдает за Толиком из здания зеркального телескопа имени Шайна Крымской астрофизической обсерватории; карцер, где Волшебник держит Мишку и Митьку, был декорацией, но путь к нему снимали в штольнях Инкерманского известнякового карьера. Дом Волшебника и прилегающая территория были построены в окрестностях горы Кошка на побережье Голубого залива.

## Формат
Фильм имеет две версии: широкоэкранную для кинопроката в крупных городах и обычную для телетрансляции, а также для кинопроката на периферии. Несмотря на то, что в советском кинематографе на тот момент уже практиковалась система кашетирования кинокадра, в «Тайне железной двери» для трансляции по телевидению кадр был обрезан до формата 4:3. На данный момент только эта полноэкранная версия, с отреставрированным звуком, издавалась на DVD и VHS. Широкоэкранная показывается только по телевидению.
Исполнитель роли злодея-волшебника Сергей Евсюнин за несколько лет до этого сыграл в фильме «Тренер» роль также отрицательного персонажа-злодея. Игра в обоих фильмах получилась настолько убедительной, что у Сергея возникли проблемы в отношениях с директором школы, в которой он учился. Из-за этого родители решили отказываться от новых предложений снять сына в кино. Все сцены с Олегом Табаковым были сняты за одну ночь.

## В ролях
- Эвалдас Микалюнас — Толик Рыжков
- Андрей Харыбин — Мишка Павлов, друг Толика
- Мичислав Юзовский — Митька, брат Мишки
- Сергей Евсюнин — волшебник
- Алиса Фрейндлих — Люся Рыжкова, мама Толика
- Олег Табаков — Евгений Рыжков, папа Толика
- Савелий Крамаров — Зайцев
- Юрий Успенский — робот Балбес
- Алексей Горизонтов — капитан милиции
- Александр Иванов — постовой милиционер
- Георгий Светлани — дедушка с двумя чемоданами
- Светлана Старикова — учительница географии
- Вячеслав Цюпа — Чича, местный задира
- Герасим Воронков — скрипач Лёня
- Владимир Савин — мальчик
- Татьяна Гришина — девочка
- Борис Майоров — камео, хоккейный тренер
- Евгений Майоров — камео
- Николай Сологубов — камео
- Эдуард Иванов — камео
- Дмитрий Китаев — камео
- Валерий Фоменков — камео
- Леонид Коронов — мальчик
- Юрий Наумцев — плохой прохожий / хороший прохожий
- Рудольф Панков — учитель

## Съёмочная группа
- Режиссёр: Михаил Юзовский
- Сценарий: Александр Рейжевский, Юрий Томин
- Оператор: Виталий Гришин
- Композитор: Вадим Гамалея
- Текст песен: Евгений Агранович
- Художники: Людмила Безсмертнова, Александр Вагичев
- Монтажёр: Янина Боголепова
- Костюмер: М. Томашевская